# Милонофф, Ээро
Ээро Милонофф (фин. Eero Milonoff; род. 1 мая 1980, Хельсинки, Финляндия) — финский актёр. Имеет русские, немецкие и шведские корни по линии отца, театрального и кинорежиссёра.

## Образование и карьера
В 2005 году Ээро окончил Хельсинкскую театральную академию.
Он сыграл более чем в 15 полнометражных картинах, включая такие, как «Популярная музыка из Виттулы» (2004, реж. Реза Бакер), «Дом темных бабочек» (2008, реж. Доме Карукоски), «Охотники 2» (2011, реж. Челль Сундваль) и «С пивом по жизни» (2012, реж. Вилле Янкери), а также в ряде театральных постановок и телесериалов.
В 2008 году Ээро был номинирован на Премию «Юсси» за лучшую мужскую роль в байопике «Ганес» (2007), а в 2016 году — на финскую телевизионную премию «Venla» за лучшую мужскую роль в телесериале «Koukussa» (2015). В 2016 году Ээро сыграл в фильме «Самый счастливый день в жизни Олли Мяки» (2016) (реж. Юхо Куосманен), высоко оцененном критиками. Картина удостоилась премии «Особый взгляд» на Каннском кинофестивале, а сам актёр был номинирован на Премию «Юсси» за лучшую мужскую роль второго плана.
Исполнил главную мужскую роль в фильме «На границе миров» (2018), который получил премию «Особый взгляд» на Каннском кинофестивале и претендовал на номинацию «Оскар-2019» в категории «Лучший фильм на иностранном языке».